# Vorkstreepmaki's
Vorkstreepmaki's (Phaner) is een geslacht van lemuren uit de familie der dwergmaki's. De wetenschappelijke naam van het geslacht werd in 1870 gepubliceerd door John Edward Gray. Net als alle lemuren zijn soorten van dit geslacht endemisch in Madagaskar.

## Beschrijving
Soorten van het geslacht Phaner zijn de grootst bekende dwergmaki's. De totale lengte van een volwassen vorkstreepmaki varieert, afhankelijk van de soort, tussen de 50 en 65 centimeter. De kop-romplengte is daarbij 225 tot 285 millimeter en de staartlengte 285 tot 370 millimeter. Volwassen vorkstreepmaki's wegen tussen de 350 en 500 gram.
De dichte vacht van vorkstreepmaki's is bruin tot bruingrijs. Over de rug loopt een donkere streep vanaf de staart tot de kruin, waar de streep zich splitst en over de ogen bij de bek weer bij elkaar komen. Hieraan danken de vorkstreepmaki's hun naam.

## Taxonomie
In 1870 werd de vorkstreepmaki als Lemur furcifer onder het geslacht Lemur geschaard. Latere studies in de jaren 90 van de 20e eeuw wezen uit dat de vorkstreepmaki sterk verschilt van de ringstaartmaki (nu de enige soort in dit geslacht). De vorkstreepmaki werd vervolgens ondergebracht in het nieuw geslacht Phaner onder de monotypische subfamilie Phanerinae als Phaner pallescens. Dit nieuwe geslacht behoort ook niet tot de superfamilie Lemuroidea, zoals de ringstaartmaki, maar tot de superfamilie dwergmaki's (Cheirogaleoidea). 
Drie soorten die voorheen als ondersoorten van de vorkstreepmaki (Phaner furcifer) waren beschreven,  worden nu beschouwd als aparte soorten. De vier soorten zijn:
- Phaner electromontis Groves and Tattersall, 1991
- Phaner furcifer (de Blainville, 1839) – Vorkstreepmaki
- Phaner pallescens Groves and Tattersall, 1991
- Phaner parienti Groves and Tattersall, 1991